# Johannes Olearius (1611–1684)

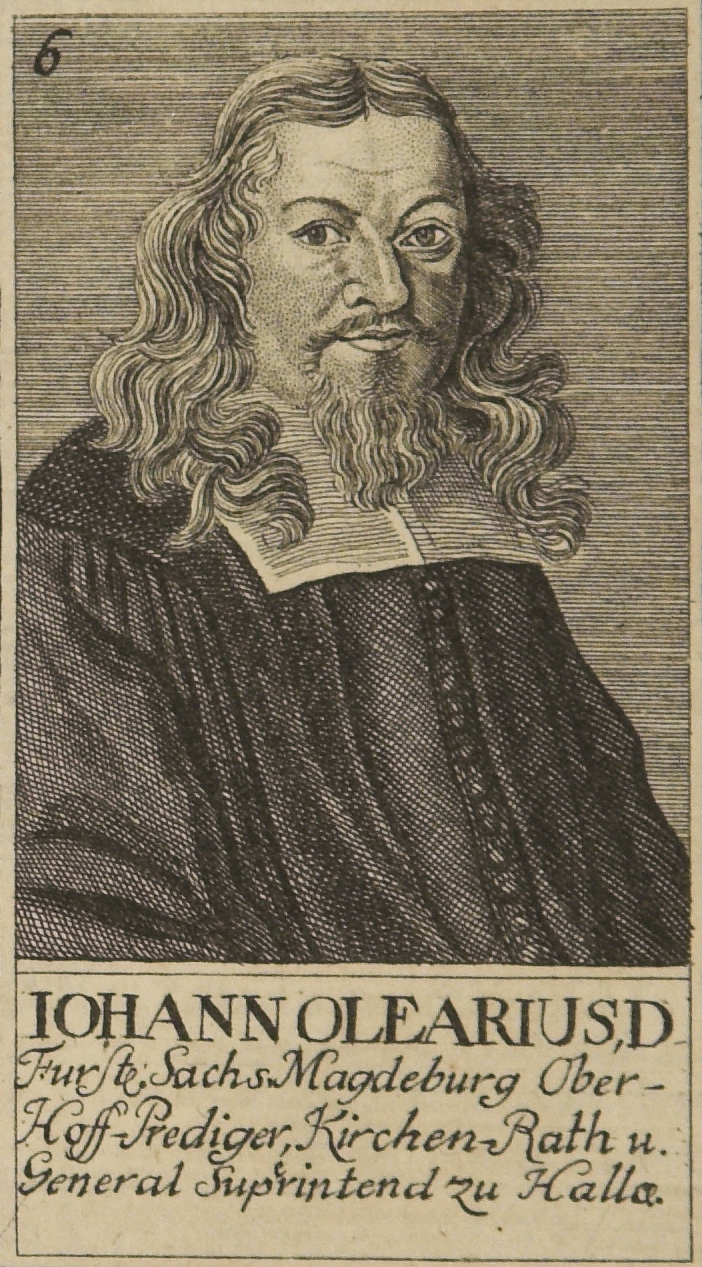
Johannes Olearius (Ur: Johann Christoph von Dreyhaupt, Beschreibung des Saalkreises, 1750).

Johannes Olearius eller Johann Olearis, född 17 september 1611 i Halle (Saale), död 14 april 1684 i Weissenfels, var en tysk teolog, son till Johannes Olearius, bror till Tilemann och Gottfried Olearius, far till Johannes Andreas, Johann Gottfried, Johann August, Johann Christian och Johann Friedrich Olearius, farbror till Johann Gottfried och Johannes Olearius. 
Olearius var generalsuperintendent och präst i Weissenfels, kurfurstendömet Sachsen. Han finns representerad i 1695 års psalmbok med ett okänt antal verk och fanns fortfarande med i 1937 års psalmbok med originaltexter till fyra verk (nr 192, 201, 337 och 389). Han är också representerad i danska Psalmebog for Kirke og Hjem.

## Psalmer
- Dig, Jesus, vare evigt pris (1695 nr 21, 1937 nr 201) skriven 1671 Finns på Wikisource."O Jesu, dir sei ewig Dank"
- Jag vill i denna stund (1695 nr 18, 1937 nr 192) skriven 1665 Finns på Wikisource.
- Mitt hjärta, fröjda dig (1695 nr 299, 1937 nr 337) skriven 1671 Finns på Wikisource.
- O Gud, som skiftar allt (1695 nr 333, 1937 nr 389) skriven 1671